# Трейс арена
„Трейс арена“ е стадион в Стара Загора, квартал „Колю Ганчев“.
Стадионът е основно ремонтиран през 2016 г. Разполага с 3000 седящи места, дренажна система и паркинг.
Използва се от ФК „Верея“, Стара Загора. Там се намират квартирите на трениращите във ФК „Верея“ футболисти от други градове.
Стадионът е собственост на Галин Михайлов. Даден е под наем на ФК „Ботев“ (Гълъбово), за да играе мачовете си в А окръжна група – Стара Загора, докато стадион „Енергетик“ (на ФК „Ботев“) в Гълъбово се подновява.